# Дар'ябон
Дар'ябон (перс. دريابن) — село в Ірані, у дегестані Хараджґіль, у бахші Асалем, шагрестані Талеш остану Ґілян. За даними перепису 2006 року, його населення становило 100 осіб, що проживали у складі 19 сімей.

## Клімат
Середня річна температура становить 10,60 °C, середня максимальна – 25,33 °C, а середня мінімальна – -5,04 °C. Середня річна кількість опадів – 436 мм.
| Клімат поселення                              | Клімат поселення | Клімат поселення | Клімат поселення | Клімат поселення | Клімат поселення | Клімат поселення | Клімат поселення | Клімат поселення | Клімат поселення | Клімат поселення | Клімат поселення | Клімат поселення | Клімат поселення |
| Показник                                      | Січ.             | Лют.             | Бер.             | Квіт.            | Трав.            | Черв.            | Лип.             | Серп.            | Вер.             | Жовт.            | Лист.            | Груд.            |                  |
| Середній максимум, °C                         | 6,70             | 6,46             | 8,35             | 13,97            | 19,57            | 23,73            | 25,33            | 25,10            | 21,06            | 17,91            | 11,12            | 7,39             |                  |
| Середня температура, °C                       | 0,96             | 0,72             | 2,60             | 8,22             | 13,83            | 17,98            | 21,17            | 20,91            | 16,88            | 13,73            | 6,95             | 3,22             |                  |
| Середній мінімум, °C                          | −4,8             | −5,04            | −3,15            | 2,47             | 8,08             | 12,24            | 16,99            | 16,75            | 12,70            | 9,56             | 2,77             | −0,95            |                  |
| Норма опадів, мм                              | 35               | 34               | 52               | 55               | 45               | 21               | 12               | 15               | 31               | 51               | 41               | 44               |                  |
| Середньомісячна швидкість вітру, м/с          | 2.11             | 2.52             | 2.53             | 2.62             | 2.24             | 2.14             | 2.39             | 2.28             | 1.90             | 2.03             | 2.08             | 2.01             |                  |
| Середньомісячна сонячна радіація, кДж/м²·день | 7200             | 9739             | 11928            | 16057            | 19993            | 22819            | 23569            | 20105            | 16839            | 11765            | 8772             | 6824             |                  |
| --------------------------------------------- | ---------------- | ---------------- | ---------------- | ---------------- | ---------------- | ---------------- | ---------------- | ---------------- | ---------------- | ---------------- | ---------------- | ---------------- | ---------------- |
| Джерело:                                      |                  |                  |                  |                  |                  |                  |                  |                  |                  |                  |                  |                  |                  |